# Curatella
Curatella, monotipski rod u porodici dilenijevki. Jedina vrsta je Curatella americana, drvo koje raste od Meksika na sjeveru do Brazila u Južnoj Americi.
Naraste od 6 do 10 metara visine. U Srednjoj Americi često se uzgaja zbog jestivih plodova i sjemenki, ali rukovanje plodovima kod nekih ljudi može izazvati teške iritacije. Sjemenke se koriste u aromatiziranju čokolade. Kora djeluje sedativno, koristi se i za štavljenje, a njezin dekokt prevencija je za čireve i lijek za žuticu.